# اولا براون
اولا براون (به انگلیسی: Ola Brown) یک پزشک انگلیسی-نیجریه‌ای، کارآفرین مراقبت‌های بهداشتی و بنیانگذار گروه سرمایه‌گذاری بهداشت پزشکان پروازی و مدیر شرکت سرمایه‌گذاری گرینتی است.
گروه بهداشت و درمان پزشکان پروازی در سراسر زنجیره ارزش مراقبت‌های بهداشتی در خدمات آمبولانس هوایی و تدارکات، مشاوره یا فناوری مراقبت‌های بهداشتی، ساخت بیمارستان یا کلینیک، تشخیص و تجهیزات، مدیریت امکانات بهداشتی و خرده فروشی دارویی فعالیت می‌کند.

## سنین جوانی و آموزش
اولا براون در لندن انگلستان زاده شد و در دانشکده پزشکی هال یورک تحصیل کرد. او پس از فارغ‌التحصیلی، در رشته پزشکی حاد در انگلستان کار کرد و سپس به وی بورس تحصیلی مکست ژاپن اعطا شد که به وی امکان ادامه تحصیل در توکیو را از طریق بورس تحصیلی متمرکز بر تحقیقات آزمایشگاهی دربارهٔ سلول‌های بنیادی توانمند القاشده می‌داد. وی در حال گذراندن دوره تحصیلات خود در مقطع کارشناسی ارشد در امور مالی و سیاست اقتصادی در دانشگاه لندن است و همچنین دارای یک گواهی سیاست‌گذاری اقتصادی از دانشکده تجارت آی‌ئی اسپانیا و یک گواهی حسابداری برای تصمیم‌گیری از دانشگاه میشیگان ایالات متحده است.

## حرفه پزشکی
اولا پس از فارغ‌التحصیلی برای مدت کوتاهی در سرویس سلامت همگانی انگلستان کار کرد. وی با آموزش تخصصی خود در پزشکی هوافضا، نخستین اورژانس پیش‌بیمارستانی هوایی غرب آفریقا را در لاگوس نیجریه ایجاد کرد
اولا عضو کالج پزشکان اورژانس آمریکایی است. او در سال ۲۰۱۳ توسط مجمع جهانی اقتصاد در فهرست رهبران جوان جهانی قرار گرفت.

## حضور و نشریات
اولا در مکان‌های مختلفی در سراسر جهان، از جمله مجمع جهانی اقتصاد، کنفرانس جهانی تد، هفته رسانه‌های اجتماعی لاگوس، اتحادیه اروپا، انجمن اقتصادی سوئیس، سازمان ملل، بانک جهانی، مجمع جهانی اقتصاد، مؤسسه فناوری ماساچوست، دانشگاه کمبریج و جشنواره ایده‌های اسپن سخنرانی کرده‌است.
اولا و کارهای او در سیستم رسانه‌های مختلفی به نمایش درآمده اند. او ویرایشگر مجله بین‌المللی خدمات اضطراری است و تا کنون سه کتاب به نام‌های EMQ در پزشکی کودکان، خدمات پیش‌بیمارستانی در آفریقا و رفع مشکلات بهداشتی در نیجریه؛ راهنمای سیاست بهداشت عمومی را منتشر کرده‌است. او همچنین مقاله‌هایی را در مجله پزشکی بریتانیا، مجله خدمات پزشکی اورژانسی، مجله پزشکی دلتای نیجر، نیویورک تایمز و هافینگتون پست نوشته‌است. بانکداری، بازرگانی و اقتصاد در بازارهای نوظهور: یک مجموعه مقاله از دیگر انتشارات او هستند.

## افتخارات
اولا براون تاکنون جوایز بسیاری را به دست آورده‌است.
- همکار جهانی تد ۲۰۱۲
- جوایز این روز ۲۰۱۲ – مشارکت در سلامت در آفریقا
- جایزه آینده آفریقا برای کارآفرینی ۲۰۱۲
- رهبر جهانی جوان (WEF) مجمع جهانی اقتصاد.[۲۱]
- ۲۰ زن قدرتمند جوان آفریقا ۲۰۱۳ فوربز[۲۲]
- هم‌آوای جدید مؤسسه اسپن ۲۰۱۳
- مدیرعامل زن برجسته سال ۲۰۱۳ جوایز نیوزدایرکت
- ۲۰ زن قدرتمند جوان آفریقا ۲۰۱۵ فوربز[۲۳]
- زن وای – ۱۰۰ زن بانفوذ نیجریه ۲۰۱۵ وای‌نینجا[۲۴]
- جایزه موفقیت خارق‌العاده تجاری گروه سیلوربرد. اولا در فوریه ۲۰۱۸ در لاگوس نیجریه در ۳۰ سالگی برنده جایزه سالانه گروه سیلوربرد شد و به تنها زن در دهه گذشته و جوان‌ترین برنده این جایزه تبدیل شد.[۲۵]
- فهرست قدرت تجارت ۲۰۲۰ وای‌نینجا[۲۶]